# 楊世勳
楊世勲（？—？），字克貞，號濟美，湖廣荆州府江陵县民籍江西南昌府南昌县人，明朝政治人物。

## 生平
万历二十二年（1594年）甲午科湖廣乡试第八十八名举人，二十九年（1601年）辛丑科進士，刑部觀政，三十年授浙江西安县知县，三十六年贬山西按察司知事，三十七年山西同考，本年升河南懷慶府推官，三十九年六月官至刑部河南司主事，四十一年丁内艰，四十三年以亲老，奏乞終養归。

## 家族
曾祖楊延昌。祖父楊偉。父楊崑，壽官。嫡母胡氏，繼母高氏，生母馬氏。严侍下。娶吴氏，繼娶張氏。